# 24986 Yalefan
24986 Yalefan (tên chỉ định: 1998 KS46) là một tiểu hành tinh vành đai chính. Nó được phát hiện bởi dự án Nghiên cứu tiểu hành tinh gần Trái Đất Lincoln ở Socorro, New Mexico, ngày 22 tháng 5 năm 1998. Nó được đặt theo tên Yale Wang Fan, an American high school student whose physics và astronomy project won second place ở the 2008 Giải thưởng Khoa học và Kỹ thuật Intel.